# 小行星4622
小行星4622（英語：4622 Solovjova）是一颗围绕太阳公转的小行星。1979年11月16日，柳德米拉·切爾尼赫在克里米亚发现了此天体。
这颗小行星的绝对星等为213.5497399805284等。